# Red Hill Fire Observation Station
La Red Hill Fire Observation Station est une tour de guet du comté d'Ulster, dans l'État de New York, dans le nord-est des États-Unis. Située à 908 mètres d'altitude dans les montagnes Catskill, elle est protégée dans le parc Catskill. Construite en 1920, elle est inscrite au Registre national des lieux historiques depuis le 23 septembre 2001.